# Sethehaven
De Sethehaven is een nieuw gegraven industriehaven op het nat industrieterrein Oevers D in de haven van Meppel in de Nederlandse gemeente Meppel.

## Ligging
De Sethehaven is een T-vormige haven uitkomend op het Meppelerdiep. De haven maakt onderdeel uit van het zogenaamde nat industrieterrein Oevers D. Bedrijven die direct aan het water liggen kunnen de haven gebruiken voor aan- en afvoer van goederen via binnenvaartschepen.
Door deze verbinding met het Meppelerdiep geeft de haven via het water verbinding met het IJsselmeer (via het Zwarte Water) en via de Drentsche Hoofdvaart en Hoogeveense Vaart met het noorden.
De belangrijkste doelgroep voor vestiging aan het water zijn bedrijven die bulkgrondstoffen gebruiken en/of bulkgoederen produceren. Voorbeelden zijn: betonindustrie, op- en overslagbedrijven, recyclingbedrijven en bedrijven gerelateerd aan de watersport. Op een deel van het terrein wordt een autoboulevard ontwikkeld.
Via de weg is de haven bereikbaar via de N375. Via de ringweg van Meppel of via het industrieterrein Oevers C kunnen de snelwegen A28 en A32 rechtstreeks bereikt worden. Routes door de (binnen)stad van Meppel kunnen dus omzeild worden.

## Capaciteit
Het Meppelerdiep is onderdeel van het hoofdvaarwegennetwerk in Nederland. Schepen met een capaciteit van 3000 ton en met maximale afmetingen van 110 x 11,5 x 3,25 meter (bij NAP) kunnen het Meppelerdiep bevaren tot aan de Kaapbruggen (Vaarweg klasse Va).
De maximale afmetingen voor schepen die in de Sethehaven zelf willen komen zijn: 95 x 4,5 x 2,7 meter (bij NAP) en een maximale capaciteit van 2000 ton (Vaarweg klasse V).

## Naam
De naam Sethehaven is ontleend aan de oude benaming van het Meppelerdiep, in het verleden het vaarwater tussen Zwartsluis en Meppel. De eerste vermelding van Sethe was in 1134.

## Huidig gebruik
Rond de Sethehaven zelf zijn momenteel een op- en overslagbedrijf (met name voor een grasdrogerij) en een betonbedrijf gevestigd. Een nieuwe vestiging van een zandhandelaar is in aanbouw en de gemeente wil er ook een nieuwe asfaltcentrale vestigen.
Er is een aantal watersportbedrijven gevestigd op Oevers D, maar deze maken geen gebruik van de Sethehaven: de bedrijven met eigen water gebruiken privéhaventjes direct aan het Meppelerdiep.
Ook een asfaltfabriek, die al tientallen jaren op deze plek gevestigd is, heeft een eigen haven aan het Meppelerdiep.
Op het niet-natte deel van het industrieterrein zijn nog enkele niet-watergebonden kantoren en andere bedrijven gevestigd.